# Myrmekiaphila
Myrmekiaphila (лат.) — род мигаломорфных пауков из семейства Euctenizidae. Насчитывают 11 видов, обитающих на юго-востоке США. Длина головогруди разных представителей рода составляет от 2,8 до 8 мм при ширине от 2,2 до 6,8 мм. Окраска тела варьируется от желтовато-красной до красновато-коричневой. Пауки обитают в выстланных паутиной норках, закрытых «люками» из скреплённой паутиной почвы. Уникальная особенность Myrmekiaphila — наличие в норке боковых камер, которые нередко бывают закрыты дополнительными люками.

## Распространение
Представители распространены в юго-восточных штатах США: встречаются в Виргинии, Кентукки, Северной и Южной Каролине, Теннесси, Джорджии, Алабаме, Миссисипи, Флориде и Техасе.

## Таксономия и этимология
Род выделил в 1886 году Джордж Фрэнсис Аткинсон, дав ему название Myrmekiaphila в связи с тем, что наблюдал охоту этих пауков на муравьёв (греч. μυρμήγκι — муравей). Долгое время Myrmekiaphila рассматривались в составе семейства Ctenizidae, до тех пор, пока в 1985 году австралийский арахнолог Роберт Рейвен (англ. Robert Raven) не перенёс их в другое семейство — Cyrtaucheniidae, где их включили в подсемейство Euctenizinae, которое с 2012 года рассматривают в статусе отдельного семейства Euctenizidae.

### Перечень видов
В настоящее время к роду относят 11 видов, которые объединяются в три группы:
- Группа видов «foliata»
  - Myrmekiaphila comstocki Bishop et Crosby, 1926
  - Myrmekiaphila coreyi Bond et Platnick, 2007
  - Myrmekiaphila foliata Atkinson, 1886
- Группа видов «fluviatilis»
  - Myrmekiaphila fluviatilis (Hentz, 1850)
  - Myrmekiaphila howelli Bond et Platnick, 2007
  - Myrmekiaphila jenkinsi Bond et Platnick, 2007
  - Myrmekiaphila millerae Bond et Platnick, 2007
  - Myrmekiaphila neilyoungi Bond et Platnick, 2007
  - Myrmekiaphila torreya Gertsch et Wallace, 1936
- Группа видов «minuta»
  - Myrmekiaphila minuta Bond et Platnick, 2007
- incertae sedis
  - Myrmekiaphila flavipes (Petrunkevitch, 1925) — известны лишь по самкам, в связи с чем отнесение к группам видов невозможно.